# Francisco Guerrero
Francisco Guerrero de Burgos (Sevilla, 4 de octubre de 1528-ibídem, 8 de noviembre de 1599) fue un sacerdote católico español y maestro de capilla que junto a Tomás Luis de Victoria y Cristóbal de Morales es uno de los grandes nombres de la música sacra del Renacimiento y uno de los mayores compositores hispanos de todos los tiempos, cuyas obras se difundieron y apreciaron no solo en Europa sino también en los territorios de la Corona Española de la época, especialmente las grandes catedrales americanas como la de Puebla o Cuzco.

## Biografía
Nació en Sevilla el 4 de octubre de 1528, hijo del pintor Gonzalo Sánchez Guerrero y de Leonor de Burgos. Ingresó en el coro de la catedral de Sevilla y allí recibió su primera formación musical, de mano de su hermano Pedro y del poeta y maestro de capilla Pedro Fernández de Castilleja. También recibió instrucción, en 1545-46, de Cristóbal de Morales en la catedral de Toledo. En 1546, a los 17 años, fue nombrado maestro de capilla de la catedral de Jaén, ciudad en la que permaneció hasta 1549, cuando regresó a Sevilla para ingresar como prebendado en su catedral. Él mismo lo cuenta al principio de El viaje de Jerusalén (1590):
Desde los primeros años de mi niñez me incliné al arte de la música; y en ella fui enseñado de un hermano mío, llamado Pedro Guerrero, muy docto maestro. Y tal priessa me dio con su doctrina y castigo, que con mi buena voluntad de aprender y ser mi ingenio acomodado a la dicha arte, en pocos años tuvo de mí alguna satisfación. Después, por ausencia suya, desseando yo siempre mejorarme, me valí de la dotrina del grande y excelente maestro Christóval de Morales, el qual me encaminó en la compostura de la música bastantemente para poder pretender qualquier Magisterio. Y assí a los diez y ocho años de mi edad fui recebido por maestro de capilla de la Iglesia cathedral de Jaén, con una ración, adonde estuve tres años. En fin deste tiempo vine a Sevilla a visitar mis padres, y el Cabildo de la santa Iglesia me mandó que les sirviesse de cantor con un salario bastante. Y yo, por agradecer esta merced y obedecer el mandato de mis padres, dexé lo que tenía en Jaén, teniendo por mucha honra la que en esto se me hazía, aunque fuera mayor la pérdida de lo que dexava.
Antes de cumplir los treinta había consolidado una excepcional reputación y su obra se publicaba en el extranjero. Fue nombrado maestro de capilla de la catedral de Málaga, tras la muerte de Cristóbal de Morales, quien había dejado vacante el puesto, opositó contra cinco rivales entre ellos Juan Navarro Hispalensis de Marchena, maestro de Tomás Luis de Victoria. Aunque Guerrero nunca llegó a residir en Málaga, antes de ser empleado por el coro de la catedral de Sevilla, donde fue nombrado maestro de los niños, con la promesa por parte del Cabildo de la catedral de la sucesión del maestro Castilleja cuando este falleciera. La titularidad definitiva la obtendría en 1574.
Viajó mucho por España y Portugal, al servicio del emperador Maximiliano II, y pasó luego en Italia un año (1581-1582). A la edad de 60 años, tras la muerte de sus padres, decidió visitar Tierra Santa, lo que hizo entre el verano de 1588 y la primavera de 1589. Aprovechó para ello el tiempo que debía esperar en Venecia para la edición de varias obras suyas. Poco antes de regresar a España, fue hecho cautivo por piratas franceses y tuvo que ser rescatado, como era común en la época, por el pago de una considerable cantidad. La aventura fue narrada por él en el libro El viage de Hierusalem ("El viaje de Jerusalén, que hizo Francisco Guerrero, racionero y maestro de capilla de la santa iglesia de Sevilla") publicado en Valencia, imprenta de los herederos de Juan Navarro, 1590. Esta obra tuvo un gran éxito y se reimprimió muchas veces (hasta treinta, la última en el año 2000). El libro es interesante por lo franca y llanamente que está escrito y describe entre otras cosas con gran asombro la gran ciudad de Damasco. Por deudas contraídas en la edición y publicación de sus obras, en agosto de 1591 se dicta un auto de prisión contra él, y conoce la cárcel Real de Sevilla. El cabildo sevillano, en atención a los servicios prestados por Guerrero, accede a pagar sus deudas con lo que se le permite abandonar la cárcel. Fue contratado de nuevo para el coro de la catedral de Sevilla, donde terminó sus días, como maestro de capilla, cuando la peste de 1599 acabó con su vida. Su tumba se halla en la Capilla de Nuestra Señora de la Antigua, junto a la de su compañero el organista Francisco de Peraza. Al margen de la música, fue miembro del Santo Oficio.
Guerrero pasó más tiempo en España que Victoria o Morales, residentes mucho tiempo en Italia, y también compuso una mayor proporción de obras profanas. También se distingue de ellos por una abundante obra instrumental, además del cuerpo principal, formado por obras vocales sacras. Destaca por la variedad de emociones que fue capaz de poner en su música, desde el recogimiento místico a la exaltación, desde la mayor alegría a la desesperación. Su obra, muy popular, siguió interpretándose por mucho tiempo, especialmente en las catedrales americanas, hasta fines del siglo XVII, y fue alabada por autores de tratados como Pietro Cerone. Como sus contemporáneos españoles[cita requerida], prefería las texturas homofónicas, con una voz dominante y las otras subordinadas a ella. Anticipó la armonía funcional, lo que dio lugar a que uno de sus Magnificat, cuya partitura anónima fue encontrada en Lima, fuera considerada mucho tiempo una obra del siglo XVIII.

## Homenajes
En Sevilla, un Conservatorio Profesional de Música lleva su nombre.

## Obras
Entre sus obras podemos destacar 17 misas, 2 oficio de difuntos, 23 himnos, unos 105 motetes impresos y un ciclo de magnificats (siempre fue conocido en España como ferviente cantor a la Virgen). Destacan también las Canciones y villanescas espirituales, únicas en su género por estar en lengua vernácula[cita requerida]. Varias de sus composiciones de distinto género están contenidas en el Cancionero musical de la casa de Medinaceli.
Misas
- Batalle Escoutez
- Beata mater
- Congratulamini mihi
- De Beata Virgine (dos versiones)
- Dormendo un giorno
- Ecce sacerdos magnus
- In te Domine speravi
- Inter vestibulum
- Iste Sanctus
- El hombre armado (dos versiones)
- Pro defunctis
- Puer qui natus
- Saeculorum amen
- Sancta et immaculata virginitas
- Simile est regnum caelorum
- Super flumina Babylonis
- Surge propera

Motetes
- Accepit Jesus panes
- Alma Redemptoris mater
- Ambulans Jesus
- Ascendens Christus
- Ave Maria (dos versiones, a 4 y 8 voces)
- Ave Regina caelorum
- Ave Virgo sanctissima
- Beata Dei Genitrix Maria
- Beatus Achacius
- Beatus es (dos versiones)
- Beatus Johannes
- Canite tuba
- Cantate Domino
- Caro mea
- Clamabat autem mulier
- Conceptio tua
- Cum audisset Johannes
- Cum turba plurima
- Dedisti Domine (dos versiones)
- Dicebat Jesus
- Dixit Dominus Petro
- Ductum est Jesus (dos versiones, a 4 y 5 voces)
- Dulcissima Maria
- Dum aurora
- Dum complerentur dies Penthecostes
- Dum esset Rex
- Duo Seraphim
- Ecce accendimus Hierosolimam
- Ecce nunc tempus
- Ego flos campi
- Ego vox clamans
- Elisabeth Zachariae
- Erunt signa in sole
- Et post dies sex
- Exaltata est
- Gabriel Archangelus
- Gaude Barbara
- Gaudent in caelis
- Gloria et honore
- Gloriose confessor Domini (dos versiones)
- Hei mihi Domine
- Hic est discipulus
- Hic vir
- Hoc enim bonus est
- Hoc est praeceptum meum
- Ibant Apostoli
- In conspectu Angelorum
- In illo tempore, assumpsit Iesus
- In illo tempore cum sublevasset
- In illo tempore, erat Dominus Iesus (dos versiones)
- In passione positus Iesus
- Inter vestibulum
- Iste Sanctus
- Istorum est enim
- Laudate Dominum
- Magne pater Augustine
- Maria Magdalena
- O altitudo divitiarum
- O crux benedicta
- O crux splendidior
- O Doctor optime
- O Domine Iesu Christe (dos versiones)
- O Gloriosa Dei Genitrix
- O Sacrum Convivium
- O Virgo Benedicta
- Pastores loquebantur
- Pater Noster (dos versiones, a 4 y 8 voces)
- Peccantem me quotidie
- Petre, ego pro te rogavi
- Per signum Crucis
- Pie pater Hieronyme
- Post dies octo
- Prudentes virgines
- Quae est ista
- Quasi cedrus
- Quasi stella matutina
- Quis vestrum
- Quomodo cantabimus
- Recordare Domine
- Regina caeli (dos versiones, a 4 y 8 voces)

Himnos
- Ad caenam agni providi
- Aurea luce
- Ave maris stella
- Christe redemptor omnium (dos versiones)
- Conditor alme siderum
- Deus tuorum militum
- Exultet caelum laudibus
- Hostis Herodes impie
- Iste confessor
- Jesu corona virginum
- Jesu nostra redemptio
- Lauda mater ecclesia
- O lux beata trinitas
- Pange lingua
- Quicumque Christum quaeritis
- Sanctorum meritis
- Te Deum laudamus
- Tibi Christi splendor Patris
- Tristes erant apostoli
- Urbs Jerusalem beata
- Ut queant laxis
- Veni creator spiritus
- Vexilla regis prodeunt

Magnificat
- Dos magnificats sobre cada uno de los ocho tonos, es decir, dieciséis en total.

Pasiones
- según san Mateo
- según san Marcos
- según san Lucas
- según san Juan (dos versiones)

## Grabaciones
- Francisco Guerrero, Missa Sancta et Immaculata, Motets, Etc. James O'Donnell, Westminster Cathedral Choir. Helios 55313
- Francisco Guerrero, Missa Super flumina Babylonis. Michael Noone, Ensemble Plus Ultra. GCD922005
- Francisco Guerrero, Missa Surge Propera. Peter Philips, Tallis Scholars. CDGIM040